# رفعت العقاد
رفعت العقاد حاكم سابق لمصرف سورية المركزي الدقاق غادر المصرف مع انتهاء الفترة الرئاسية الأولى لحافظ الأسد، ليعين بدلًا منه رفعت العقاد في 11 من آذار 1978 وحتى 1 من كانون الثاني 1984. إجازة في الحقوق -الجامعة السورية. مدير في لجنة إدارة مصرف سورية المركزي.